# 首藤
首藤、首籐（しゅとう/しゅどう/すとう/すどう）は、日本人の姓。

## 由来
藤原北家秀郷流、山内氏の一族（首藤氏、山内首藤氏）。「主馬首（しゅめのかみ）の藤原氏」の意味。陸奥国の桃生首藤氏は、山内経俊の弟の子孫で葛西氏に仕えた。
大分県の大分市、臼杵市、挾間町に特に多く、大分県では12番目に多い姓となっている。朱藤、などの変種がある。
- 首藤鑑続（蒲池鑑続） – 蒲池鑑盛の孫
- 首藤久鑑

- 首藤陸三
- 首藤剛志
- 首藤新悟
- 首藤真吾
- 首藤奈知子

など